# Sudovčina
Sudovčina is een plaats in de gemeente Martijanec in de Kroatische provincie Varaždin. De plaats telt 427 inwoners (2001).